# Neath and Swansea East
Castell-nedd a Dwyrain Abertawe
Castell-nedd a Dwyrain Abertawe
Neath and Swansea East, également connu sous le nom alternatif de Castell-nedd a Dwyrain Abertawe, est une division électorale britannique envoyant un représentant à la Chambre des communes à partir des élections générales de 2024.
C'est une circonscription de comté érigée à la suite d’un décret de 2023 permettant le morcellement du pays de Galles en 32 sièges.

## Histoire
Dans le cadre de la révision des circonscriptions parlementaires de 2023, le rapport final de la commission des limites pour le pays de Galles préconise la création de Neath and Swansea East (également désigné sous le nom alternatif de Castell-nedd a Dwyrain Abertawe) à partir de vingt-trois sections électorales comprises dans quatre circonscriptions existantes : trois relevant de celle d’Aberavon, une de Gower, seize de Neath et trois de Swansea East.
Neath and Swansea East est érigé comme circonscription de comté par le Parliamentary Constituencies Order 2023 à partir de portions de territoires de deux zones principales, le borough de comté de Neath Port Talbot (portion de dix-neuf sections électorales) et la cité et comté de Swansea (portion de quatre sections électorales).

## Description

### Toponymie
La circonscription tire son nom de l’agglomération de Neath et de la partie orientale de celle de Swansea. Elle dispose d’un nom alternatif, Castell-nedd a Dwyrain Abertawe.

### Données démographiques
Selon le rapport final sur la révision périodique des circonscriptions parlementaires de la commission des limites pour le pays de Galles, la circonscription détient 74 705 électeurs (données 2020) sur une superficie estimée de 219 km2.
D’après le dernier recensement de la population en vigueur (2021) publié par l’Office for National Statistics en 2022, la circonscription admet une population résidentielle totale (all usual residents en anglais) de 99 528 habitants. Neath and Swansea East ne comprend qu’une seule zone urbanisée (built-up area en anglais) de plus de 10 000 habitants, classée comme « agglomération intermédiaire », Neath (40 730). Aussi, la circonscription s’étend à une partie de Swansea, « grande agglomération » de 170 085 habitants,.

## Représentation
| Élection | Élection | Membres        | Parti        | Portrait |
| -------- | -------- | -------------- | ------------ | -------- |
|          | 2024     | Carolyn Harris | Travailliste |          |

## Résultats électoraux
| Candidat                   | Candidat            | Étiquette           | Parti               | Vote | Vote | Vote |  |
| Candidat                   | Candidat            | Étiquette           | Parti               | Voix | %    | ±    |  |
| -------------------------- | ------------------- | ------------------- | ------------------- | ---- | ---- | ---- |  |
|                            |                     | CON                 | Parti conservateur  |      |      | ND   |  |
|                            |                     | PC                  | Plaid Cymru         |      |      | ND   |  |
|                            |                     | LAB                 | Parti travailliste  |      |      | ND   |  |
|                            |                     | LIB DEM             | Démocrates libéraux |      |      | ND   |  |
|                            |                     |                     |                     |      |      |      |  |
| Majorité                   | Majorité            | Majorité            | Majorité            |      |      | ND   |  |
| Transfert de Butler        | Transfert de Butler | Transfert de Butler | Transfert de Butler |      |      | ND   |  |
|                            |                     |                     |                     |      |      |      |  |
| Corps électoral            |                     |                     |                     |      |      |      |  |
| Abstention, blancs et nuls |                     |                     |                     |      |      |      |  |
| Exprimés                   | Exprimés            | Exprimés            | Exprimés            |      |      | ND   |  |